# Viceministerio de la Mujer del Perú
El Viceministerio de la Mujer del Perú es el Despacho Viceministerial dependiente del Ministerio de la Mujer y Poblaciones Vulnerables en el cual se encarga de formular, coordinar, supervisar, ejecutar y evaluar el cumplimiento de las políticas que promueven la igualdad de oportunidades entre mujeres y hombres y la equidad de género.

## Funciones
- Formular, coordinar, supervisar, ejecutar y evaluar el cumplimiento de las políticas y normas institucionales que promueven la igualdad de oportunidades entre mujeres y hombres y la equidad de género, en las entidades públicas, privadas y organizaciones sociales
- Supervisar, coordinar y evaluar el proceso de incorporación de la perspectiva de género como eje transversal en las políticas, planes, programas y proyectos del Estado a través de su rectoría intersectorial e intergubernamental, el desarrollo de capacidades y la asesoría técnica a los distintos sectores estales, gobiernos regionales y locales
- Coordinar y supervisar el proceso de implementación de las políticas públicas para la protección y promoción de los derechos de las mujeres con especial énfasis en el fortalecimiento de la ciudadanía y autonomía de las mujeres a fin de garantizar sus derechos, con independencia de su edad, etnia y condición, la promoción del desarrollo integral e igualdad de oportunidades para las mujeres y la promoción de la ampliación de la participación de las mujeres en el ámbito público
- Coordinar, evaluar y supervisar el cumplimiento de los planes nacionales que promueven la igualdad de oportunidades para las poblaciones que son competencia del Despacho Viceministerial
- Coordinar, evaluar y supervisar a los órganos de línea, programas nacionales, proyectos, órganos desconcertados y organismos públicos, en su área de competencia, así como articular sus acciones con la finalidad de potenciar sus intervenciones
- Gestionar la obtención permanente de información actualizada que permita diseñar políticas que reviertan la situación de iniquidad de género
- Supervisar la implementación de la política de prevención, protección y atención de la violencia de género contra la mujer y los integrantes d ella familia, promoviendo la recuperación de las personas afectadas
- Hacer el seguimiento a las políticas de atención y recuperación de las víctimas de trata de personas
- Promover el cumplimiento de los compromisos, tratados, programas y plataformas de acción en materia de derechos de las mujeres y realizar el seguimiento correspondiente
- Otras que le delegue o le sean encomendadas por la ministra o el ministro, o que le corresponda de acuerdo a ley.

## Estructura
- Dirección General de Igualdad de Género y No Discriminación
- Dirección General de Transversalización del Enfoque de Género
- Dirección General de Contra la Violencia de Género

## Lista de viceministros

### Viceministros de Promoción de la Mujer
- William Toro Cabrera (1998-2000)
- Eva Herminia Guerrero Caballero (2000)
- Cecilia Suárez Claros (2001-2002)

### Viceministras de la Mujer
- Violeta Bermúdez Valdivia (2002)
- María Elizabeth Querol Campos de Arana (2002-2003)
- María Isabel Rosas Ballinas (2003-2004)
- María Elizabeth Querol Campos de Arana (2005-2006)
- Zoila Zegarra Montes (2006-2008)
- Dolores Raquel Tasayco Arana (2008)
- Cecilia Esther Aldave Ruiz (2008-2009)[1]
- Norma Añaños Castilla (2009-2010)[2]
- Regina Medina Espinoza de Munárriz (2010)[3]
- Ana María Mendieta Trefogli (2011)
- Rocío Villanueva Flores (2011-2012)
- Marcela Huaita Alegre (2012-2014)
- Ana María Mendieta Trefogli (2014-2016)
- Russela Antonieta Zapata Zapata (2016-2017)
- Silvia Rosario Loli Espinoza (2017-2019)[4]
- Patricia Carolina Rosa Garcés Peralta (2019-2020)
- Nancy Tolentino Gamarra (2020)[5]
- Nataly Ponce Chauca (2020-)